# شرائط التصفية

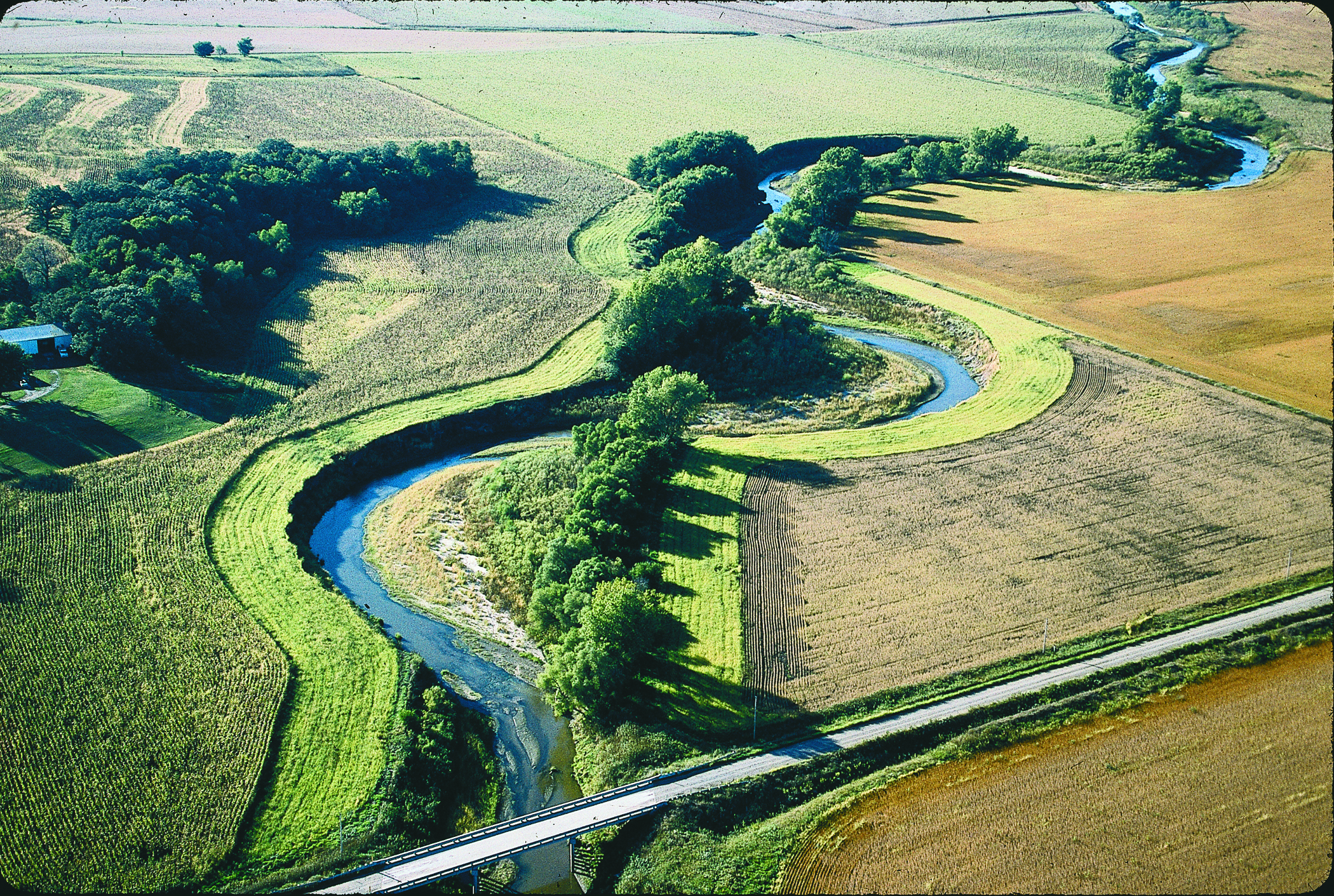
شريط تصفية عشبي وشريط نهري مشجر يستخدم لحماية المجرى مائي من التلوث الزراعي غير محدد المصدر.

شرائط التصفية، وتسمى أيضاً بـ شرائط العازلة، هي مساحات صغيرة من الأراضي المزروعة بالحقول، وتستخدم للحد من تلوث المياه السطحية، وهي تستخدم أساسا في الزراعة لمكافحة تلوث غير محدد المصدر، ومع ذلك، يمكن استخدامها أيضًا لتقليل الرواسب في الجريان السطحي لمياه الأمطار من مواقع بناءها.
هناك عدّة أنواع من اشرطة التصفية بما في ذلك شرائط تصفيه نباتية، مخازن البراري المشجرة ومخازن هوائية.
وفي الزراعة، تتسم هذه الزراعة بفعالية كبيرة في الحد من تركيز النيتروجين والفوسفور في الجريان السطحي. كما أنها فعالة في الحد من تآكل الرواسب وإزالة مبيدات الآفات ويساعد ذلك في منع الإثراء الغذائي وما يرتبط به من قتل السمك وفقدان التنوع البيولوجي.
استخدام أشرطة الترشيح شائع جداً في البلدان المتقدمة وهي إجبارية في بعض المناطق، إن تنفيذها وصيانتها غير مكلف وقد ثبت أن استخدامها فعال من حيث التكلفة.

## الاستخدامات

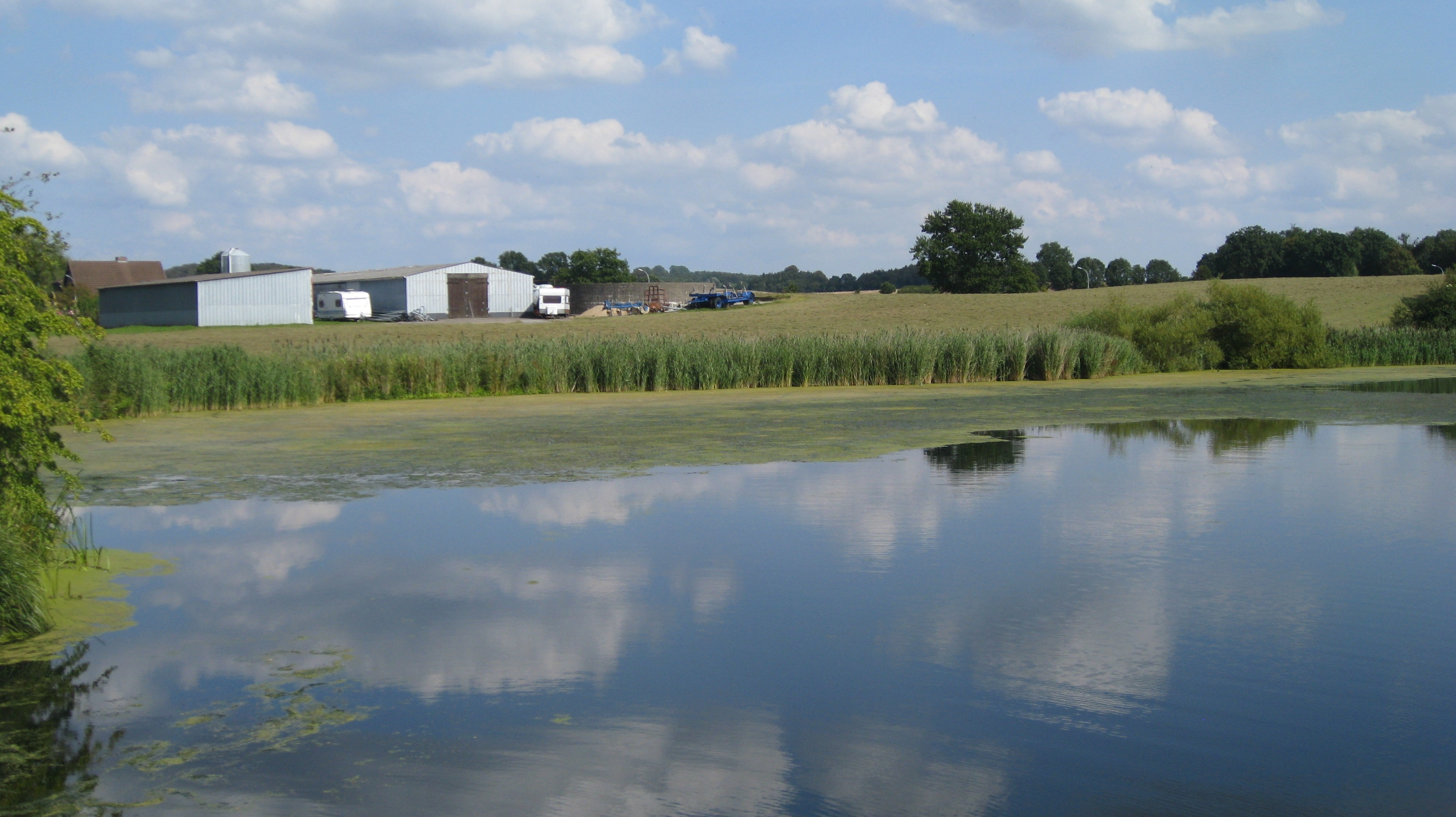
الإثراء الغذائي في بحيرة بسبب تلوث غير محدد المصدر من الزراعة

تستخدم أشرطة التصفية بشكل أساسي في الزراعة للتحكم في تلوث غير محدد المصدر، وهي تعمل من خلال خفض سرعة المياه، والسماح للجريان السطحي والجزيئات غير العضوية المذابة بالتسلل إلى التربة.
ثم تقلب النباتات هذه الجزيئات غير العضوية، لا سيما النيتروجين والفوسفور، مما يقلل من تركزاتها في المياه السطحية القريبة.
كما يمكن استخدام أشرطة التصفية كمحابس رواسبية لتقليل الرواسب في الجريان السطحي لمياه الأمطار من المواقع البنائية

### تأثيرها على البيئة
يتم استخدام الإثراء الغذائي في بحيرة بسبب التلوث غير محدد المصدر الناتج عن شرائط تصفية الزراعية بشكل عام لمنع الإثراء الغذائي في المياه السطحية.
إن الإثراء الغذائي هو مشكلة واسعة الانتشار في الأنهار والبحيرات ومصبات الأنهار والمحيطات الساحلية، والتي تنتج مباشرة عن الإخصاب المفرط للنيتروجين والفسفور؛ ومصدر ذلك التلوث غير محدد المصدر بشكل كبير من الزراعة.
ويؤدي الفائض من هذه المواد المغذية إلى نمو غير منضبط للنباتات والطحالب (وطحالب النباتات في بيئات المياه المالحة).
عند تحلل الكائنات المجهرية بسبب الأكسجين، يتم استنفاده مما يؤدي إلى نقصه. وقد يؤدي هذا إلى موت الأسماك والوفيات الجماعية لحيوانات أخرى، وهو ما من شأنه أن يخلق حالة من التنوع البيولوجي المنخفض للغاية.

### تأثيرها على صحة الإنسان
من خلال تقليل تركيز الأسمدة الكيميائية في المياه السطحية، يكون لشرائط التصفية تأثير إيجابي على صحة الإنسان. وعلى الرغم من أن التركيزات المرتفعة من الفسفور في الماء ليست سامة بشكل مباشر للبشر، فإن النترات تشكل خطراً جسيداً على صحة الإنسان. وبتركيزات عالية، وقد يؤدي ابتلاع النترات إلى حالة حادة تعرف باسم الهيموغلوبينميا التي تضعف فيها قدرة حمل الأكسجين للهيموجلوبين. ويكون الرضّع عرضة بشكل خاص، ولهذا السبب، يشار إلى هذا المرض بالعامية بـ «متلازمة الطفل المزرق».

## الانواع

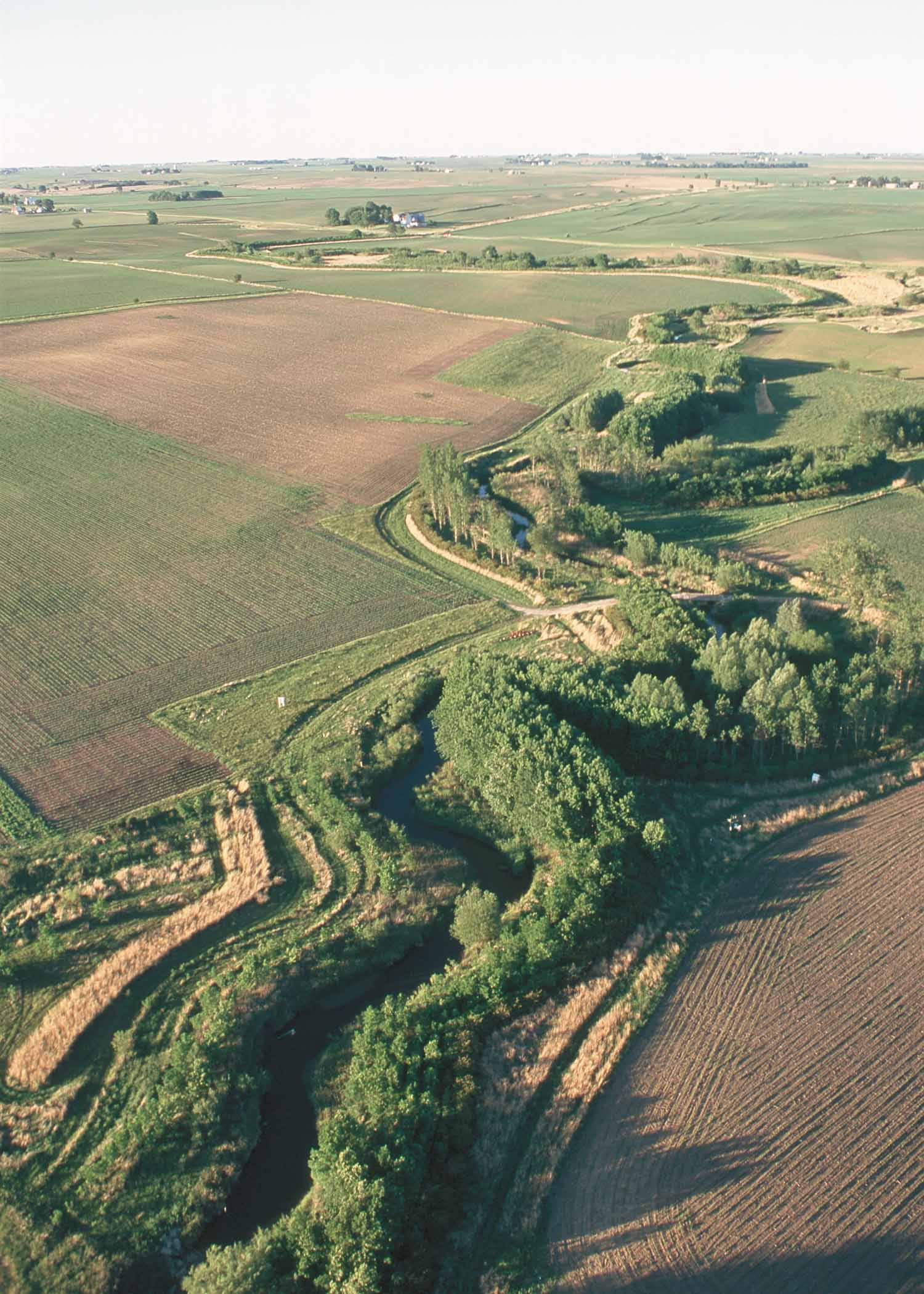
شريط براري مشجر في ولاية آيوا

### شريط التصفية النباتي
أشرطة التصفية النباتية تكون صغيرة الحجم، وهي مساحات ضئيلة من الأراضي المزروعة. هذا النوع من اشرطة التصفية يكون مزروع مع عشب دائم أو البقوليات ذات معدل مرتفع من تثبيت النيتروجين. يتم استخدام أنواع متعددة. الأعشاب الأكثر شيوعا هي العشب الأخضر، وعشب الحشائش، وفستوكة قصبية. البقوليات النموذجية هي النفل وبرسيم حجازي.

### شريط التصفية البراري
تعمل أشرطة التصفية البراري بنفس طريقة أشرطة التصفية النباتي، ولكن يتم ملؤها بعشب براري محلية. استخدام عشب البراري له بعض الفوائد، منها زيادة التنوع البيولوجي، بعكس أشرطة التصفية النباتي.
وجذورها متعددة الطبقات وسسيقانها القوية تجعلها أكثر ملاءمة للطقس السيئ.

### شريط البراري المشجرة
مثلها كمثل أشرطة تصفية البراري، فإن هذا النوع عبارة عن أشرطة تصفية غير مزروعة، بل إنها مملوئة بأشجار محلية ونباتات أخرى. فهم أكثر قدرة على دعم الحيوانات البرية المحلية. على النقيض من الأراضي الغير ملموسة، يدعم هذا النوع أيضاً عدداً أكبر بكثير لأنواع الطيور والحشرات ولكنها لا تستطيع أن تدعم عددا كبيرا من أنواع الطيور والحشرات كما تدعمها الأراضي الغير ملموسة.

### شريط رياحي
تعتبر شرائط الرياح (التي يشار إليها أيضًا بمكسرات الرياح) صفوفًا من الأشجار المزروعة أو الشجيرات التي تُستخدم لمنع تآكل التربة في الحقول. بالإضافة إلى ذلك، يمكن استخدامها لمنع انحراف الثلج على الطرق وتقليل الضوضاء على طول الطرق السريعة.

## الفعالية
تتميز أشرطة التصفية بأنها فعالة للغاية في تقليل تركيز النيتروجين (N) والفوسفور (P) في الجريان السطحي للمياه. تشوي كال (2014) وجد أن أشرطة تصفية البراري خفضت تركيز النترات، النيتروجين الإجمالي، والفسفور الكلي في الجريان السطحي بنسبة 35%، و73%، و82% على التوالي.
ماجد أبو زريق (2003) وجد أن أشرطة التصفية النباتية كانت فعالة في الحد من تركيز الفسفور، مع نتائج تتراوح بين 61 ٪ إلى 89 ٪ لنصفية مرشح بعرض 2 م و 15 م على التوالي وهذا يشير إلى أن أشرطة التصفية فعالة حتى في المساحات الصغيرة.

## انتشارها وشيوعها
استخدام أشرطة الترشيح شائع جدا في جميع أنحاء العالم المتقدم. استخدامها منصوص عليه في القانون في بعض المناطق. فعلى سبيل المثال، تطلب دولة مينيسوتا من المزارعين تركيب شريط التصفية على طول جميع الهيئات العامة للمياه والصرف الصحي.

## التكلفة
التكلفة الرئيسية المرتبطة بأشرطة التصفية هي انخفاض العائد بسبب فقدان الأرض الصالحة للزراعة. التكاليف الأخرى هي تلك المرتبطة بإنشاء وزرع وصيانة شريط التصفية. وقد تبين أن التكلفة السنوية الخاصة للحفاظ على شريطين للتصفية الموجودين في نهر دولة ميزوري تبلغ 62.40 دولار/فدان.(4046.86 متر مربع)، على الرغم من أن التكلفة تختلف حسب الموقع بسبب اختلاف قيمة الأرض.